# Пененжно (гмина)
Пененжно (пол. Pieniężno) — городско-сельская гмина (волость) в Польше, входит как административная единица в Браневский повет, Варминьско-Мазурское воеводство. Население — 6720 человек (на 2012 год).

## География
Гмина Пененжно занимает территорию площадью 242,94 км2, в том числе 3,81 км2 — городской территории и 239,13 км2 — сельской. Среди муниципалитетов Польши она находится (на 1 января 2012 года) на 195 месте по площади территории и на 1364 месте по численности населения.
Гмина находится в мезорегионе Вармийской возвышенности (Гуртовские высоты) макрорегиона Прегольской низменности. Территория лежит на основной морене, достигающей в ее пределах высоты 150 м над уровнем моря. Основная ее часть — волнисто-моренное плато. Протекающая река Валша глубоко врезается в него, образуя объявленный природным резерватом овраг.

## Демография
| Перепись                       | Всего   | Всего | Женщины | Женщины | Мужчины | Мужчины |
| ------------------------------ | ------- | ----- | ------- | ------- | ------- | ------- |
| Единицы                        | человек | %     | человек | %       | человек | %       |
| Население                      | 6883    | 100   | 3333    | 48,4    | 3550    | 51,6    |
| Плотность населения (чел./км²) | 28,5    | 28,5  | 13,8    | 13,8    | 14,7    | 14,7    |

На 31 декабря 2011 года:
| 2012        | Всего   | Мужчин  | Женщин  | Городское | в т.ч. муж | женщин    | Сельское | в т.ч. муж | женщин    |
| ----------- | ------- | ------- | ------- | --------- | ---------- | --------- | -------- | ---------- | --------- |
| Единицы     | Человек | Человек | Человек | Человек   | Человек    | Человек   | Человек  | Человек    | Человек   |
| Население   | 6720    | 3488    | 3232    | 2970      | 1425       | 1545      | 3750     | 2063       | 1687      |
| % от общего | 100     | 51,9    | 48,1    | 44,2      | 48 (гор.)  | 52 (гор.) | 55,8     | 55 (сел.)  | 45 (сел.) |

## Соседние гмины
1. Гмина Бранево
2. Гмина Гурово-Илавецке
3. Гмина Лельково
4. Гмина Лидзбарк-Варминьски
5. Гмина Орнета
6. Гмина Плоскиня